# Galzinia
Galzinia — рід грибів родини кортіцієві (Corticiaceae). Назва вперше опублікована 1922 року.

## Класифікація
До роду Galzinia відносять 12 видів:
- Galzinia athelioides
- Galzinia culmigena
- Galzinia cymosa
- Galzinia cystidiata
- Galzinia ellipsospora
- Galzinia forcipata
- Galzinia geminispora
- Galzinia incrustans
- Galzinia longibasidia
- Galzinia occidentalis
- Galzinia pedicellata
- Galzinia vesana